# Johann Benedikt Hoffmann der Ältere
Johann Benedikt Hoffmann (der Ältere) (historisch Johann Benedict Hoffmann; * 1667/68 in Sorau, Niederlausitz; † 10. März 1745 in Danzig, Polnisch-Preußen) war ein  Maler in Danzig.

## Leben
Der Vater Zacharias Hoffmann war  Stellmacher in Sorau, die Mutter war Maria Greff. Johann Benedikt Hoffmann wurde 1694 Mitglied der Malergilde in Danzig. Im folgenden Jahr legte er sein Meisterstück unter Andreas Stech ab, 1696 erhielt er das Bürgerrecht der Stadt. Zwischen 1716 und 1742 war er häufig Vorsitzender der Malerzunft.
Zu seinen Schülern gehörten Jacob Wessel, Daniel Klein und sein Sohn Johann Benedikt Hoffmann der Jüngere.
Hoffmann starb 1745 im Alter von 77 Jahren.

## Werk
Johann Benedikt Hoffmann war ein angesehener Maler in Danzig in seiner Zeit. Er schuf Decken- und Wandmalereien im französischen Stil im Artushof, dem Dominikanerkloster und in Häusern wohlhabender Bürger. Von diesen ist wahrscheinlich nichts erhalten. Außerdem malte er Porträts zeitgenössischer und historischer Danziger Persönlichkeiten.